# Октябрьське (Республіка Алтай)
Октябрьське (рос. Октябрьское) — село Усть-Коксинського району, Республіка Алтай Росії. Входить до складу Горбуновського сільського поселення.
Населення — 255 осіб (2015 рік).